# Équipe de Tunisie de volley-ball en 1981
L'équipe de Tunisie de volley-ball remporte en octobre 1981 la coupe afro-arabe de volley-ball 1981 (en) organisée au Koweït. Un mois plus tard, elle termine dernière à la coupe du monde 1981 organisée au Japon.

## Matchs
| Date             | Lieu      | Adversaire | Score                       | Durée | Compétition | Meilleur marqueur | Référence |
| 12 juillet 1981  | Tunis     | Pologne    | 0-3 (6-15 7-15 8-15)        | -     | A           | -                 |           |
| octobre 1981     | Koweït    | Koweït     | 3-?                         | -     | CAA         | -                 |           |
| 19 novembre 1981 | Fukuoka   | Pologne    | 0-3 (3-15 8-15 2-15)        | -     | CM          | -                 |           |
| 20 novembre 1981 | Fukuoka   | Cuba       | 0-3 (6-15 4-15 4-15)        | -     | CM          | -                 |           |
| 22 novembre 1981 | Hiroshima | URSS       | 0-3 (4-15 8-15 2-15)        | -     | CM          | -                 |           |
| 24 novembre 1981 | Gifu      | Japon      | 0-3 (1-15 1-15 6-15)        | -     | CM          | -                 |           |
| 26 novembre 1981 | Yokohama  | Brésil     | 1-3 (3-15 9-15 15-13 10-15) | -     | CM          | -                 |           |
| 27 novembre 1981 | Tokyo     | Chine      | 0-3 (total : 8-45)          | -     | CM          | -                 |           |
| 28 novembre 1981 | Tokyo     | Italie     | 0-3 (3-15 8-15 5-15)        | -     | CM          | -                 |           |

A : match amical ;
CAA : match de la coupe afro-arabe 1981 ;
CM: match de la coupe du monde 1981.

## Sélections
Sélection pour la coupe du monde 1981
- Hedi Boussarsar, Rachid Boussarsar, Mohamed Kerknei, Msadek Lahmar, Foued Kammoun, Mohamed Sarsar, Ghazi Mhiri, Yassine Mezlini, Mohamed Hachicha, Khaled Keskes, Rafik Ben Amor, Mongi Dhaou
- Entraîneur :  Victor Turin